# Бхубанешвар
Бхубане́швар (англ. Bhubaneswar, [bʊvəˈneɪʃwər]; pronunciationⓘ; орія ଭୁବେନଶ୍ବର) — місто в Індії, у районі дельти річки Маханаді, на південь від міста Каттака. Адміністративний центр і найбільше місто штату Одіша з населенням 837 737 жителів (2011).

## Назва
Назва міста походить від слова «Трибхубанешвар», яке перекладається як бог (Ішвар) трьох світів (Трибхубан), що є епітетом бога «Шиви». Бхубанешвар також відомий за такими назвами, як Тошалі, Калінга Нагарі, Нагар Калінга, Екамра Канан, Екамра Кшетра та Мандіра Маліні Нагарі (англ. "Місто храмів").

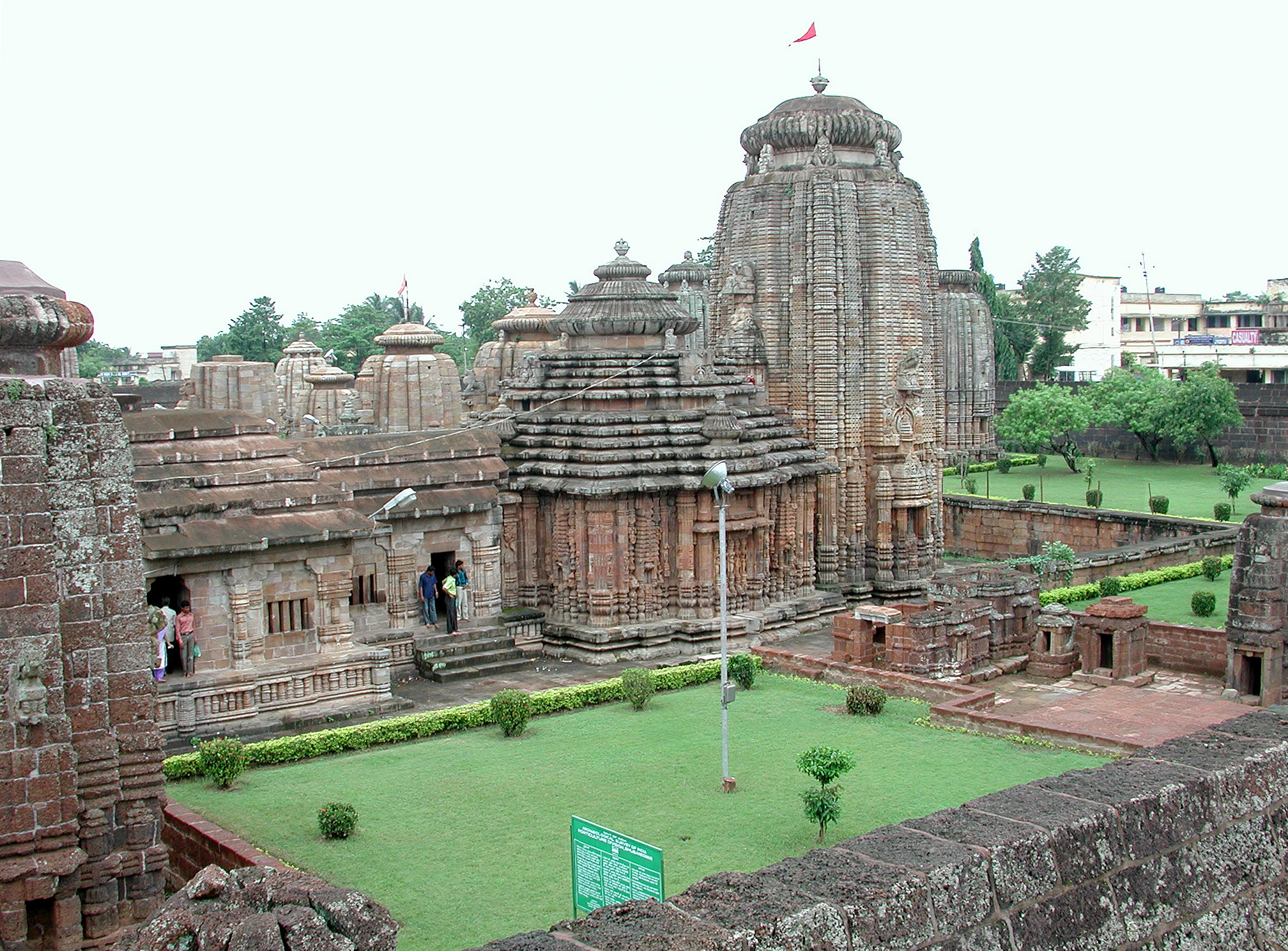
Храм Лінгараджа

Бхубанешвар є важливим економічним та релігійним центром Східної Індії. Завдяки численним храмам, що датовані VIII—XIII століттями, Бхубанешвар називають Містом Храмів (близько 500 храмів). У старій частині міста з 7 тис. храмів, що розташовувалися навколо священного ставу Бінду Сагар (Біндуз-Саровар), який, за переказами, одержує воду з усіх священних річок Індії, збереглося близько 500, зокрема класичні зразки стовпоподібних храмів (вкритих зовні різьбленнями, з прилеглими залами та воротами): Парашурамешвара (8 ст.), Муктешвара (близько 950), Лінгараджа (близько 1000, заввишки близько 55 м), Орісси. Найбільший та найвизначніший з них — храм Лінгараджа на честь Бога Шиви (1014). Інші відомі храми — Війтал Мандір, присвячений Чамунді (Шріматі Калідеви), у якому відбувається тантричне поклоніння, Сіддхешвар та Кедаргаурі. Щорічно у квітні в храмі проходить фестиваль колісниць, що називається Ашокаштамі.
Сучасне місто спроєктував 1946 року німецький архітектор Отто Кенігсбергер. 1948 року столицю штату Орісса було перенесено з Каттака в Бхубанешвар, через рік після здобуття Індією незалежності. Бхубанешвар, разом з Джамшедпуром та Чандігархом є одним з перших міст Індії, побудованих за спеціальним планом. Бухбанешвар та Каттак часто називають містами-близнюками Одіши. Загальна чисельність населення конурбації двох міст становить 1,4 мільйони осіб (2011).

## Географія

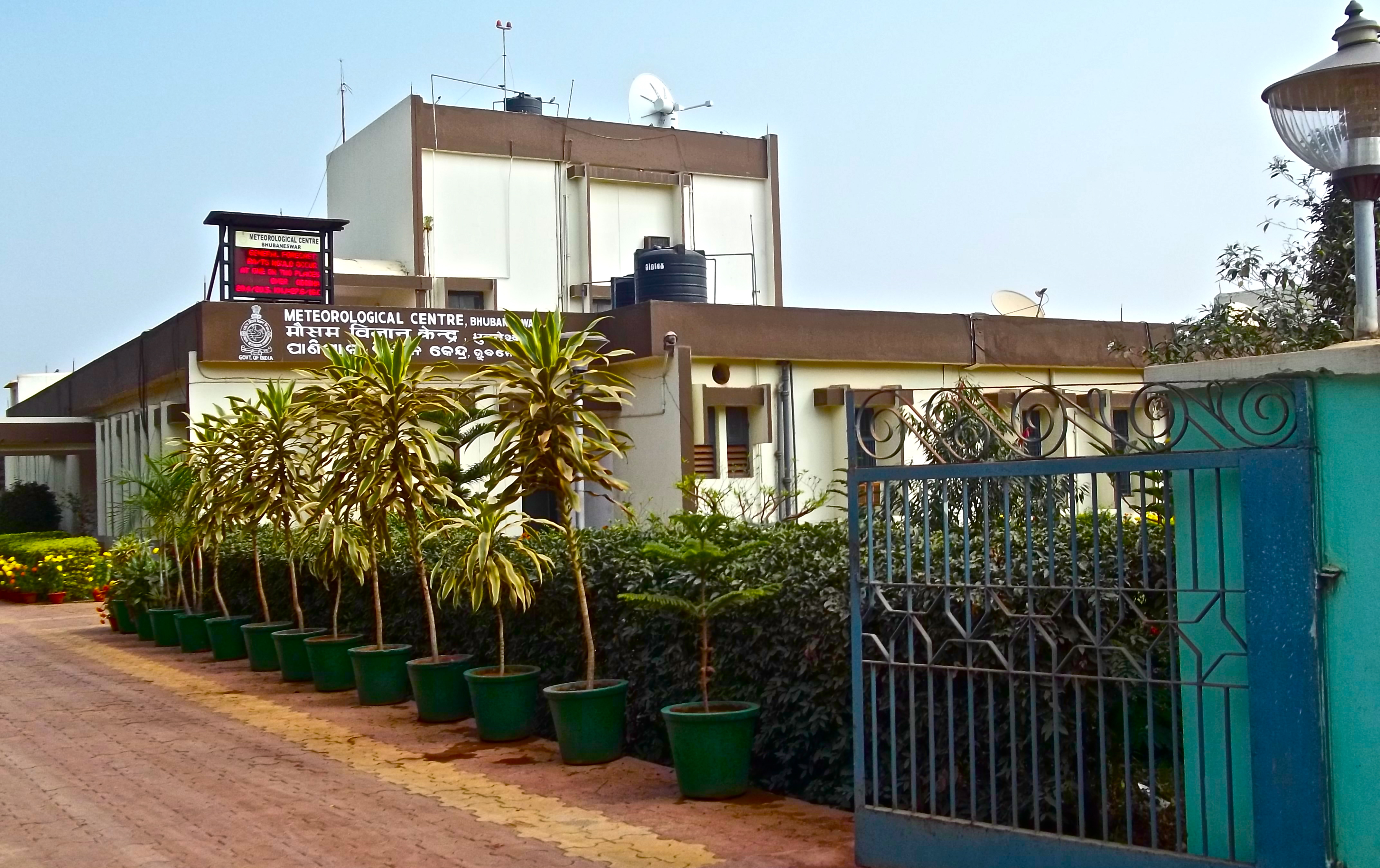
Метеорологічний центр

Місто Бхубанешвар розташоване в окрузі Кхордха. Воно споруджене на рівнинах східного узбережжя, що простягаються уздовж осі Східних Гат. Середня висота над рівнем моря — 45 м. Місто знаходиться на північний захід від річки Маханаді, яка утворює північну межу приміської зони Бхубанешвара. На півдні місто обмежене річкою Дая, на сході — річкою Куакхай. Бхубанешвар має західну високу частину і низьку східну. За оцінкою програми розвитку ООН у Бхубанешварі є значний ризик виникнення надзвичайних ситуацій внаслідок сильних вітрів та циклонів.

### Клімат
Місто знаходиться у зоні, котра характеризується кліматом тропічних саван. Найтепліший місяць — травень із середньою температурою 32 °C (89.6 °F). Найхолодніший місяць — грудень, із середньою температурою 21.8 °С (71.2 °F).
| Клімат Бхубанешвара     | Клімат Бхубанешвара | Клімат Бхубанешвара | Клімат Бхубанешвара | Клімат Бхубанешвара | Клімат Бхубанешвара | Клімат Бхубанешвара | Клімат Бхубанешвара | Клімат Бхубанешвара | Клімат Бхубанешвара | Клімат Бхубанешвара | Клімат Бхубанешвара | Клімат Бхубанешвара | Клімат Бхубанешвара |
| Показник                | Січ.                | Лют.                | Бер.                | Квіт.               | Трав.               | Черв.               | Лип.                | Серп.               | Вер.                | Жовт.               | Лист.               | Груд.               | Рік                 |
| Абсолютний максимум, °C | 33                  | 33                  | 41                  | 42                  | 45                  | 45                  | 36                  | 36                  | 35                  | 35                  | 32                  | 32                  | 45                  |
| Середній максимум, °C   | 28,5                | 31,6                | 35,1                | 37,2                | 37,5                | 35,2                | 32                  | 31,6                | 31,9                | 31,7                | 30,2                | 28,3                | 32,6                |
| Середня температура, °C | 22                  | 25,1                | 28,7                | 31,2                | 32                  | 30,7                | 28,6                | 28,4                | 28,4                | 27,4                | 24,5                | 21,8                | 27,4                |
| Середній мінімум, °C    | 15,5                | 18,6                | 22,3                | 25,1                | 26,5                | 26,1                | 25,2                | 25,1                | 24,8                | 23                  | 18,8                | 15,2                | 22,2                |
| Абсолютний мінімум, °C  | 13                  | 13                  | 18                  | 23                  | 25                  | 25                  | 22                  | 22                  | 22                  | 21                  | 16                  | 12                  | 12                  |
| Норма опадів, мм        | 13.1                | 25.5                | 25.2                | 30.8                | 68.2                | 204.9               | 326.2               | 366.8               | 256.3               | 190.7               | 41.7                | 4.9                 | 1554.3              |
| Днів з дощем            | 2                   | 8                   | 1                   | 1                   | 1                   | 9                   | 16                  | 12                  | 12                  | 7                   | 3                   | 0                   | 58                  |
| Вологість повітря, %    | 66                  | 67                  | 64                  | 67                  | 66                  | 75                  | 85                  | 86                  | 86                  | 81                  | 68                  | 64                  | 73                  |
| ----------------------- | ------------------- | ------------------- | ------------------- | ------------------- | ------------------- | ------------------- | ------------------- | ------------------- | ------------------- | ------------------- | ------------------- | ------------------- | ------------------- |
| Джерело: Weatherbase    |                     |                     |                     |                     |                     |                     |                     |                     |                     |                     |                     |                     |                     |

## Історія

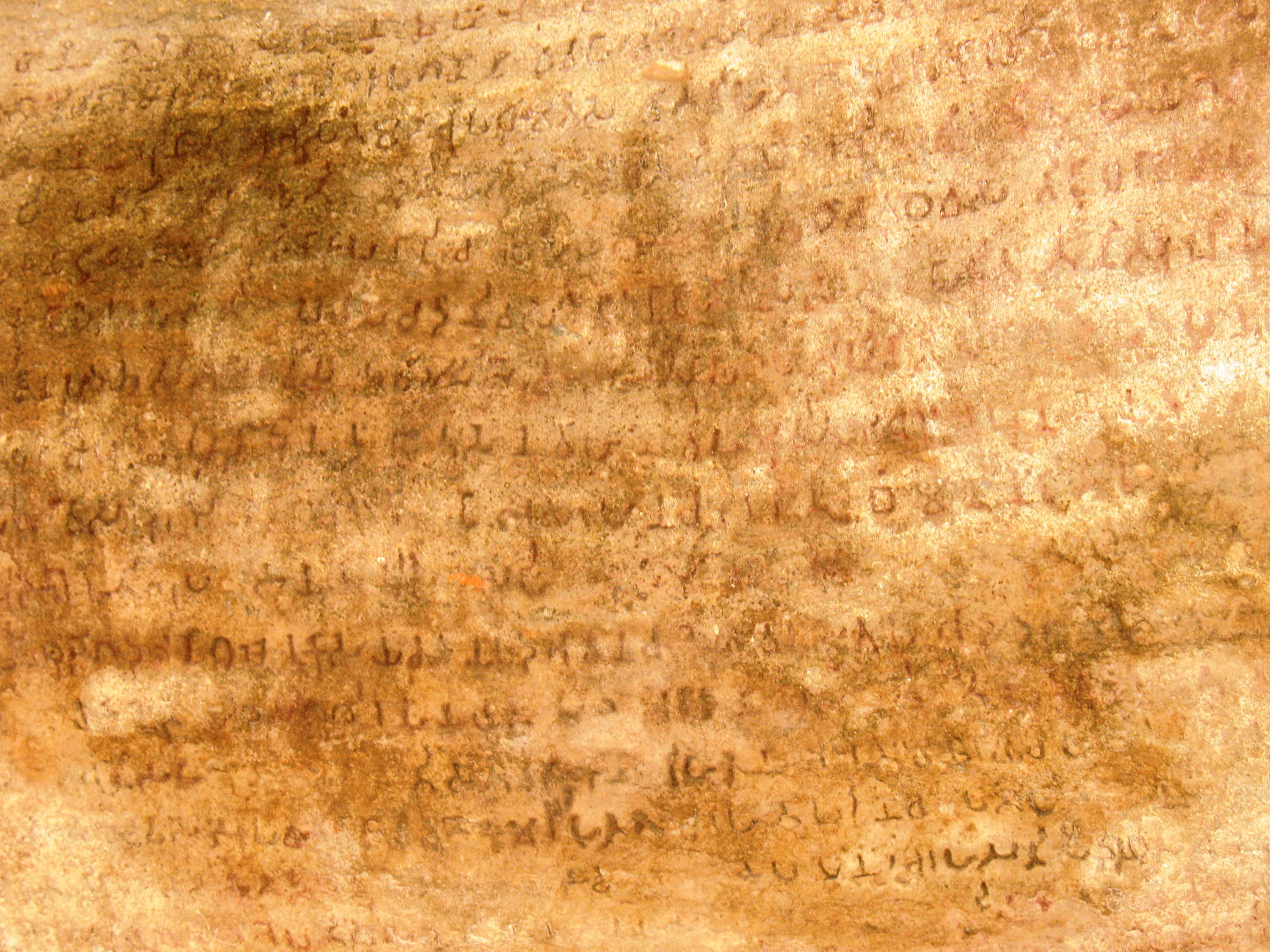
Висічені написи в печерах Удаягірі та Кхадагірі

Історія Бухбанешвара поділяється на історію давнього та історію нового міста. Стародавнє місто має більш, ніж 2000-річну історію. Натомість сучасне місто засноване лише 1948 року.

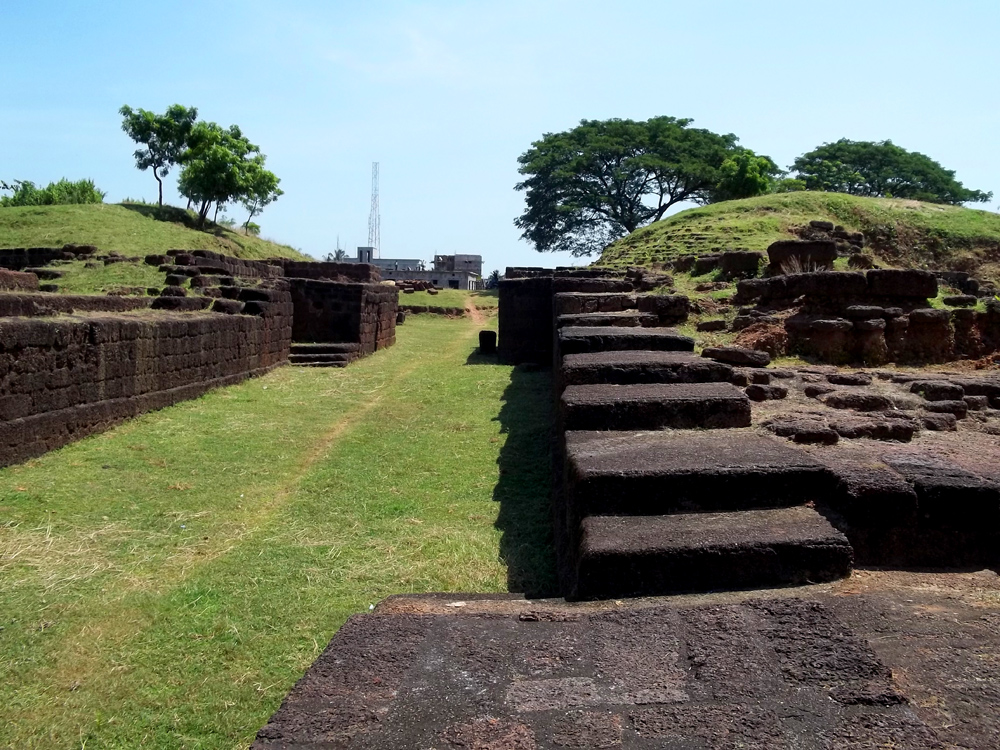
Руїни Сісулпагарха

Уперше Бхубанешвар згадується у зв'язку з війною між імперією Маур'їв та державою Калінга, що відбувалася 262 р. до н. е. Тоді імператор Ашока здобув поблизу міста велику перемог, але, вражений кривавими наслідками битви, прийняв буддизм. У II до н. е. імператор Кхаравела переніс столицю держави Калінга в передмістя сучасного Бхубанешвара, Сісулпагарх. За 8 км на північий захід від міста зберігся камінь з висіченим на ньому текстом одного з едиктів імператора Ашоки (272—236 рр. до н. е.).
Історичні пам'ятки підтверджують значущість Бхубанешвара в середньовіччі, з VII до XI століття н. е., коли правителі Калінги поширили свою владу на всю Одишу та інші області. Храми Бхубанешвара VIII—XII століть споруджені під впливом шиваїзму
1 квітня 1936 року Орісса стала окремою провінцією Британської Індії зі столицею в Каттак, який був столицею Орісси з XII століття. 13 квітня 1948 року столицю Орісси з Каттака, де часто траплялися повені й бракувало місця для зростання, було перенесено в Бхубанешвар. Столиця будувалася як сучасне місто за проєктом німецького архітектора Отто Кенігсбергера. Хоча частина міста була забудована згідно з планом, його бурхливий розвиток у наступні десятиліття вийшов за межі первинного планування.

## Населення
За даними перепису населення Індії 2011 року населення міста становило 837 737 осіб з них чоловіків 445 233, жінок 392 504. Рівень грамотності — 95,69 %. 75 237 дітей молодше 6 років.
Основна мова спілкування — орія, також більшість жителів міста розуміють англійську та гінді. Крім орія в Бхубанешварі проживають носії мов бенгалі, марвар і телугу.

## Економіка
Бхубанешвар є важливим центром штату та східної Індії з надзвичайно динамічним ростом. Важливою галуззю економіки є туризм: 2011 року місто відвідали близько 1,5 мільйона туристів. Бхубанешвар був спроєктований таким чином, що промислові зони було винесено за межі міста. Аж до 1990-х років в економіці міста домінували торгівля та дрібне виробництво. Після лібералізації економічної політики в 1990-і роки в Бхубанешварі стрімко розвивалися телекомунікаційний сектор, сфера інформаційних технологій та вища освіта
За даними перепису населення 2001 року тільки 2,15 % населення міста були зайняті в первинному секторі економіки (сільське та лісове господарство, видобуток корисних копалин тощо), 2,18 % були зайняті у вторинному секторі економіки (промислове виробництво) та 95,67 % — в третинному секторі (сфера послуг).
2011 року, за оцінкою Торгової та промислової палати Індії, Бхубанешвар отримав найвищий рейтинг зайнятості населення серед 17 міст другого ешелону розвитку.

## Транспорт
У Бхубанешварі знаходиться штаб-квартира Транспортної корпорації штату Орісса. Головний міжміський автовокзад міста розташований за 8 км від його центру, у Бармунді. Звідси вирушають рейси до сусідніх штатів — Андхра-Прадеш, Джаркханд, Західна Бенгалія та Чхаттісгарх. Через Бхубанешвар проходять національне шосе № 5, що з'єднує Калькутту і Ченнаї та є частиною Золотого чотирикутника, національне шосе № 203 та шосе штату № 13 і 27
У центрі Бхубанешвара прокладено правильну сітку широких автодоріг. Загальна протяжність міських автошляхів становить близько 1600 км.
Тут також знаходиться штаб-квартира Залізниці Східного узбережжя. Станція Бхубанешвар розташована на залізничній гілці, що зв'язує Ховрах та Ченнаї. Звідси вирушають приміські поїзди та поїзди-експреси. Оскільки станція перевантажена, існують плани з будівництва нового вокзалу в Баранзі. У межах міської межі розташовано ще п'ять залізничних станцій.
Міський аеропорт Біджу Патнаїк розташований за 3 км від центру міста і є єдиним міжнародним аеропортом штату. У березні 2013 року було відкрито новий термінал аеропорту з пропускною здатністю до 30 мільйонів пасажирів на рік.